# Jyotisha
Jyotisha (Sanskrit, m., ज्योतिष, jyotiṣa) ist eine Lehre des alten Indien, in der es um die Deutung der Stellung bestimmter Himmelskörper zur Ermittlung der günstigsten Jahreszeit und des günstigsten Tages für Opferhandlungen, Rituale, und andere weltliche Aktivitäten geht. Sie wird als Vedanga, Hilfswissenschaft des Veda, und auch als Schwesternwissenschaft des Ayurveda bezeichnet.

## Die Lehre
Nach Ansicht der Hindus offenbart Jyotisha subtile, aus dem Universum kommende Einflüsse. Die Umstände, in die wir hineingeboren werden, seien das Resultat unseres Karma  aus früheren Leben. Äußere Ereignisse unseres Lebens werden demnach von unseren Handlungen aus entfernter Vergangenheit bewegt. Das Wissen um Jyotisha soll helfen, unsere jetzigen Bedingungen zu akzeptieren und danach zu streben, die Zukunft durch die Handlungen in diesem Leben zu formen. Das Ziel des Lebens sei es, zu einem ursprünglichen Selbst, unserer wahren Natur, zurückzukehren. Durch Jyotisha könne man eine bessere Einschätzung bekommen, wie man dieses Ziel erreicht.
Ein wichtiger Unterschied zwischen dem indischen und dem westlichen System ist die größere Bedeutung des Mondes im indischen System. Eines der Grundlagenwerke der vedischen Astrologie ist die Brihat Parashara Hora Shastra. Ein weibliches Prinzip wird postuliert und als höher bewertet. Davon ausgehend wird die vedische Astrologie als Mondastrologie kategorisiert, im Gegensatz zur westlichen, die als Sonnenastrologie bezeichnet wird. Der Hinweis auf die Verwendung des siderischen Tierkreises, der auf der Position des Fixsternes Spica (0° Waage) basiert, während der im Westen benutzte, tropische Tierkreis sich an der Tagundnachtgleiche orientiert, mit welcher der Beginn des Frühjahrs im Sternzeichen Widder markiert wird, soll diese Position veranschaulichen. Der Unterschied, der sich zwischen den beiden Tierkreisen ergibt, beträgt zurzeit (2006) fast 24 Grad und wird als Ayanamsa bezeichnet. Alle Planeten werden also um 24 Grad zurückversetzt. 
Aus dem indischen Geburtshoroskop oder Kreis der Wiedergeburt, Kreis des Lichts, (Janma Kundali) mit seinen 12 Rashis, den Zeichen, werden detaillierte Aussagen über verschiedene Lebensgebiete abgeleitet, z. B. karmische Themen, Dharma (Zweck des Lebens) und Moksha.
Die indische Astrologie beobachtet besonders den Stand des Mondes im Tierkreis und unterteilt die 360 Grad in 27 Mondhäuser, die der Mond durchläuft. Jedes dieser Mondhäuser bringt die spezifische Wirkung der dahinter stehenden Sternbilder. 
Die Nakshatras, auch „Mondhäuser“ oder „Frauen des Mondes“ genannt, werden als Ausblicke des Mondes auf den Kosmos bezeichnet. Der Mond gilt als Vermittler, der uns erlaubt, die auf die Erde einströmenden kosmischen Kräfte zu erfassen. 
Jedes Nakshatra wird in vier gleich große Abschnitte unterteilt: 13° 20′ : 4 = 3° 20′ pro Teil. Diese Abschnitte nennt man Nakshatra Pada, die von eins bis vier nummeriert werden. Jedes Nakshatra Pada hat seine eigene Bedeutung für die Interpretation. Die jedem Pada zugeordnete Sanskritsilbe bestimmt auch den Namen des während dieser Zeit geborenen Kindes.
Die westliche Astrologie mit tropischem Tierkreis befasst sich mit dem Sonnensystem. Die indische Astrologie interpretiert auch Objekte jenseits des Sonnensystems.  Ein vedischer Astrologe wird als Jyotishi bezeichnet.